# Bressanvido
Bressanvido ist eine nordostitalienische Gemeinde (comune) mit 3134 Einwohnern (Stand 31. Dezember 2023) in der Provinz Vicenza in Venetien. Die Gemeinde liegt etwa 17 Kilometer nordnordöstlich von Vicenza und grenzt unmittelbar an die Provinz Padua. Östlich von Bressanvido fließt die Tesina.

## Geschichte
Die Gemeinde wurde erstmals 975 urkundlich in einem Schreiben des Bischofs von Vicenza erwähnt. Der Ortsteil Poianello erstmals 1261.